# Georg Parsimonius

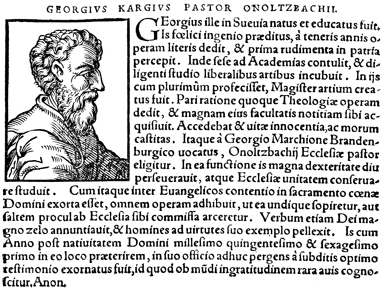

Georg Parsimonius (auch Georg Karg oder Cargius; * um 1512 in Heroldingen; † 27. November 1576 in Ansbach) war ein evangelischer Theologe, Reformator, Konfessionalist und Prälat.

## Leben
Georg Parsimonius zog im Winter 1531 nach Wittenberg. Nach vierjährigem Studium der Theologie wurde ihm  1537 der Grad eines Magisters verliehen. Seine ersten Predigten müssen schwärmerischen Charakter getragen haben, er ließ sich aber von Martin Luther zurechtweisen und gewann bald das Vertrauen seiner Lehrer zurück. Als Graf Ludwig von Oettingen sein Landeskind zum Prediger in Oettingen begehrte, stellte ihm Luther ein gutes Zeugnis aus.
Bis zum Augsburger Interim hat er in seiner Heimat mit großem Eifer für die Reformation gewirkt. Von hier vertrieben, fand er in Schwabach Aufnahme und wurde 1552 Stadtpfarrer der Kirche St. Johannis zu Ansbach und später Generalsuperintendent. Die Residenz Ansbach wurde mitunter Rom des Protestantismus genannt und war Zentrum der Reformation in Franken. Nach dem Passauer Vertrag ließ Karg alle zunächst angenommenen alten Bräuche wieder fallen und trat sehr entschieden auf.  
Georg Friedrich I. von Brandenburg-Ansbach und Kulmbach betraute Parsimonius mit der Vertretung seiner nach außen. Er nahm teil an der Beratung der Wittenberger Theologen über die Beschickung des Konzils von Trient und war in der Delegation um Philipp Melanchthon als Abgeordneter zum Konzil vorgesehen. Außerdem nahm Karg am Frankfurter Konvent sowie 1557 am Wormser Religionsgespräch teil. Nach dem Willen Melanchthons sollte Cargius in Worms mit dem Jesuiten Petrus Canisius disputieren.  
Parsimonius hatte Neigung zu abweichenden theologischen Ansichten. Während er zunächst wegen der Abendmahlslehre einen Streit in Ansbach ausfocht, wurde er hauptsächlich durch seine besondere Auffassung von der Rechtfertigungslehre bekannt. Der Kargsche Streit brachte die Theologen von Württemberg, Straßburg und Wittenberg in Bewegung. Es ging um die Frage des aktiven Gehorsams Christi und um die Pflicht des neuen Gehorsams. Sein Katechismus ist von großer Wirkung gewesen. In diesen schweren theologischen Kämpfen suchte Jacob Andreae mehrfach zu vermitteln.

## Werke (Auswahl)
- Laurentius Loelius: Unterricht für die einfältigen Kinder auf dem Lande, so nicht lesen können, und erstesmahl zum Heil. Abendmahl deß HErrn zugelassen werden sollen. Aus den Fragstücken deß Herrn Georg Kargens seel. aufgezeichnet ..., Onolzbach : Kretschmann, 1685
- Catechismus, Das ist: Eine kurtze Summa Christlicher Lehre wie die in der Kirchen fragweise am nutzlichsten gehandelt werden kan, Onolzbach : Kretschmann, 1686

## Sonstiges
Der Name Georg Parsimonius ist der früheste Namenseintrag aus dem Jahr 1548 auf dem Willkommbecher der Grafen und Fürsten zu Oettingen.